# アウグスト・ディール
アウグスト・ディール（August Diehl、1976年1月4日 - ）は、ドイツ出身の俳優。

## 来歴
俳優の父ハンス・ディールと衣装デザイナーの母の息子としてベルリンに生まれる。幼い頃より転居を繰り返し、ハンブルク、ウィーン、デュッセルドルフ、バイエルン、フランスなどで暮らしたため、ドイツ語だけでなく英語、フランス語も話すことができる。
ベルリンにある名門エルンスト・ブッシュ演劇大学を卒業し、1998年、東西冷戦下のハッカーたちを描いた『23 – Nichts ist so wie es scheint』の主役として映画デビューを果たす。同作での演技は高く評価され、その年のドイツ映画賞最優秀主演男優賞とバイエルン映画賞最優秀新人賞を受賞した。
2000年にはベルリン国際映画祭シューティング・スター賞に選出されたほか、2006年にはフランスのファッション雑誌『Gala』から「今日における最も重要なドイツの俳優」と評された。

## 人物
1999年に女優のユリア・マリクと結婚し、2009年5月23日に長女をもうけている。

## 主な出演作品

### 映画
| 公開年 | 邦題 原題                                                 | 役名                             | 備考                             |
| ------ | --------------------------------------------------------- | -------------------------------- | -------------------------------- |
| 1999   | 23 トゥエンティースリー 23 – Nichts ist so wie es scheint | カール                           |                                  |
| 2001   | ラブ・ザ・ハード・ウェイ 疑惑の男 Love the Hard Way       | ジェフ                           |                                  |
| 2002   | タトゥー Tattoo                                           | マーク                           |                                  |
| 2003   | アナトミー2 Anatomie 2                                    | ベニー                           |                                  |
| 2004   | 青い棘 Was nützt die Liebe in Gedanken                    | ギュンター・シェラー             | ドイツ映画批評家協会最優秀男優賞 |
| 2004   | 9日目 〜ヒトラーに捧げる祈り〜 Der neunte Tag             | カール・ゲープハルト             |                                  |
| 2006   | もうひとりの女 Ich bin die Andere                         | ロバート                         |                                  |
| 2007   | ヒトラーの贋札 Die Fälscher                               | アドルフ・ブルガー               |                                  |
| 2008   | ベルリン陥落1945 Anonyma - Eine Frau in Berlin            | ゲルト                           |                                  |
| 2009   | イングロリアス・バスターズ Inglourious Basterds           | ヘルシュトローム少佐             |                                  |
| 2010   | ソルト Salt                                               | マイク・クラウス                 |                                  |
| 2012   | 詩人、愛の告白 Confession of a Child of the Century       | デスジュネー                     |                                  |
| 2013   | リスボンに誘われて Night Train to Lisbon                  | ジョルジェ                       |                                  |
| 2015   | 戦場のブラックボード En mai, fais ce qu'il te plaît       | ハンス                           |                                  |
| 2016   | マリアンヌ Allied                                         | ホバー                           |                                  |
| 2016   | 汚れたダイアモンド Diamant noir                           | ガブリエル・ウルマン             |                                  |
| 2017   | マルクス・エンゲルス Der junge Karl Marx                  | カール・マルクス                 |                                  |
| 2018   | 潜水艦クルスクの生存者たち Kursk                          | アントン・マルコフ               |                                  |
| 2019   | 名もなき生涯 A Hidden Life                                | フランツ・イェーガーシュテッター |                                  |
| 2019   | 最後のフェルメール ナチスを欺いた画家 The Last Vermeer    | アレックス・デ・クラークス       |                                  |
| 2021   | 復讐者たち Plan A                                         | マックス                         |                                  |
| 2021   | キングスマン:ファースト・エージェント The King's Man      | ウラジーミル・レーニン           |                                  |

### テレビシリーズ
| 放映年 | 邦題 原題                                | 役名                   | 備考 |
| ------ | ---------------------------------------- | ---------------------- | ---- |
| 2018-  | パルファム -香りに魅入られた悪魔- Parfum | モリッツ・デ・ヴリーズ |      |